# Hohenbuehelia espeletiae
Hohenbuehelia espeletiae är en svampart som beskrevs av Singer 1989. Hohenbuehelia espeletiae ingår i släktet Hohenbuehelia och familjen musslingar.   Inga underarter finns listade i Catalogue of Life.